# Legio XX Valeria Victrix

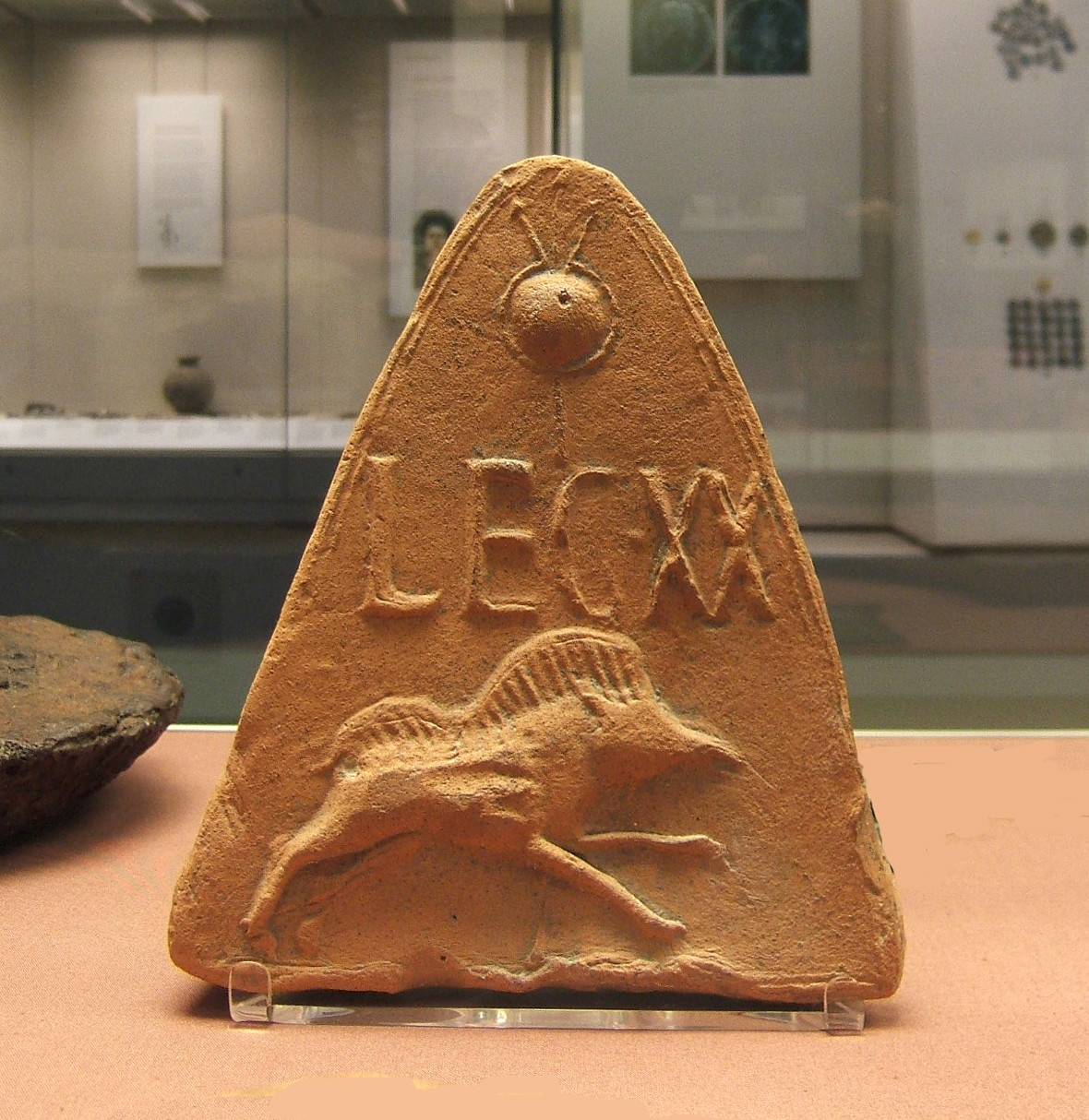
Tuile de toit représentant l’emblème de la XX Valeria Victrix découverte à Holt, Clwyd, Pays de Galles.

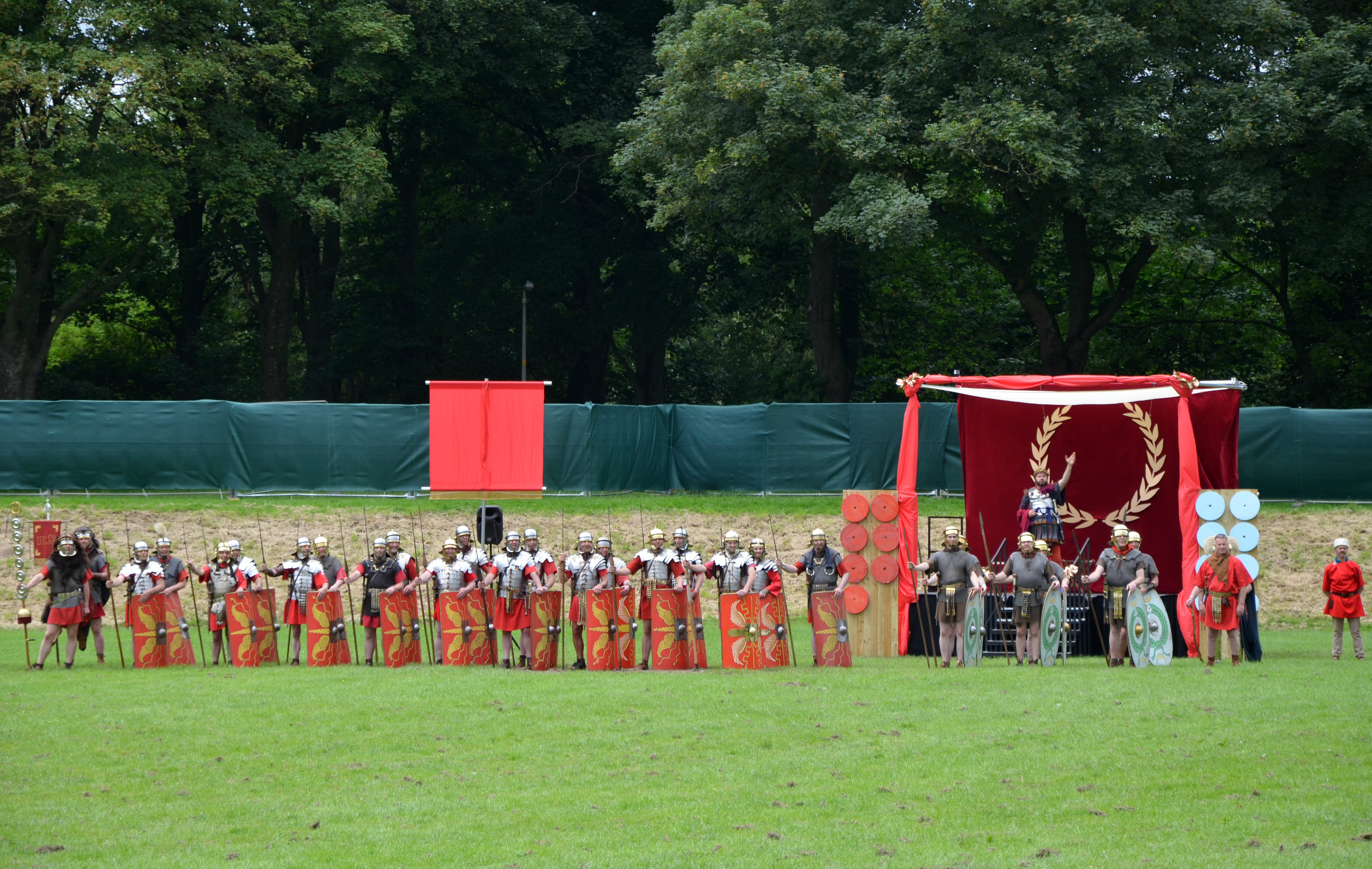
En 2017, une reconstitution de la Légion.

La Legio XX Valeria Victrix (litt : XXe légion valeureuse et victorieuse) est une légion de l’armée romaine levée probablement par l’empereur Auguste vers 31 av. J.-C. Assignée d’abord en Hispanie tarraconaise, elle prend part aux guerres cantabres de 25 à 13 av. J.-C. avant d’être réaffectée sur le Rhin après le désastre de la forêt de Teutobourg en 9 apr. J.-C. Elle est l’une des légions employées par l’empereur Claude pour l’invasion de la Bretagne en 43. Elle y restera tout au cours des siècles suivants prenant part à la construction des murs d’Hadrien et d’Antonin destinés à prévenir les attaques des tribus calédoniennes. Encore active sous les usurpateurs Carausius et Allectus à la fin du IIIe siècle, elle n’est plus mentionnée par la suite, soit qu’elle ait été dissoute lors de la reconquête de la Bretagne par l’empereur Constance Ier, soit qu’il s’agisse de la légion retirée de Bretagne par Stilicon pour protéger le nord de l’Italie vers la fin du IVe siècle.
Son emblème est le sanglier ; au cours du Ier siècle, le capricorne est également utilisé, mais ne se retrouve plus aux IIe et IIIe siècles.

## Histoire de la légion

### Sous les Julio-Claudiens

Les peuples de Cantabrie au moment des guerres.

Une première Legio XX fut probablement levée par Jules César lors des guerres civiles qui l’opposèrent à Pompée (49 à 45 av. J.-C.). À son avènement en 44 av. J.-C., Octave (qui devait devenir l’empereur Auguste en 27 av. J.-C.) hérita de 60 légions, nombre qu’il réduisit à 28.
La légion qui devait devenir la Valeria Victrix fut probablement recrutée par Octave vers les années 30 av. J.-C. à partir d’unités déjà existantes lors de la bataille d’Actium (31 av. J.-C.). Selon Tacite, la légion reçut ses étendards de Tibère lorsqu’elle fut envoyée en Espagne (Hispania Tarraconensis) en 25 av. J.-C. en vue des guerres cantabres menées par Auguste et Marcus Vipsanius Agrippa de 29 à 19 av. J.-C. Un commentaire du général Germanicus indique que la légion recevait des recrues en provenance d’Orient en 14 apr. J.-C.. La géographie de la région et le courage des Cantabres obligea Auguste à employer sept légions (I Germanica, II Augusta, IV Macedonica, V Alaudae, VI Victrix, IX Hispana, X Gemina) ainsi que des troupes auxiliaires et une flotte maritime en plus de la  Legio XX Valeria Victrix. On ignore où fut établi son quartier général mais des vétérans de cette campagnes reçurent des terres à Mérida (Estrémadure en Espagne) lors de leur démobilisation.
Certaines unités de la légion furent transférées vers 20 av. J.-C. à Burnum (aujourd’hui Kistanje en Croatie) qui devait devenir le quartier général de l’ensemble de la légion au tournant de l’ère moderne. Au moins une unité (vexillatio) était alors stationnée en Mésie au camp de la Colonia Ulpia Oescus (au nord de la Bulgarie d’aujourd’hui).
En 6 apr. J.-C., Tibère mit sur pied un plan de campagne visant à s’emparer de la partie méridionale de la Germanie ainsi que de la Bohême pour faire du Rhin et de l’Elbe la nouvelle frontière de l’empire. Conçue comme une « manœuvre à tenaille », cette opération devait permettre à Tibère de mener au moins huit légions (VIII Augusta de Pannonie, XV Apollinaris et XX Valeria Victrix d’Illyrie, XXI Rapax de Rhétie, XIII Gemina, XIV Gemina et XVI Gallica de Germanie supérieure et une légion inconnue) contre le roi des Marcomans, Maroboduus, en Bohême pendant que cinq autres légions suivraient le cours de l’Elbe ; ce fut l’opération la plus grandiose menée par des légions romaines. Toutefois la grande révolte illyrienne de 6 à 9 apr. J.-C. réunissant Dalmates et Pannoniens, vint entraver ces projets et forcer Tibère à reconnaitre Maroboduus comme roi des Marcomans.
Il fallut trois ans à Tibère et une armée qui totalisait la moitié des forces romaines disponibles pour venir à bout de cette révolte. La XXe légion joua un rôle important dans ces combats sous les ordres du praepositus Marcus Valerius Messalla Messalinus. Après le désastre de la forêt de Teutobourg qui vit les légions XVII, XVIII et XIX annihilées par les tribus germaniques, Auguste réorganisa la défense de la Germanie inférieure et Tibère, chargé de ramener l’ordre dans la région, prit avec lui la XXe légion en raison de son expérience. Celle-ci fut d’abord cantonnée à Colonia Claudia Ara Agrippinensium (aujourd’hui Cologne).
Après la mort d’Auguste en 14, les légions de Germanie se révoltèrent contre les conditions de vie qui leur étaient imposées. Germanicus qui avait été nommé par Auguste commandant en chef des légions de Germanie réussit à calmer les esprits et, pour donner un nouvel élan aux légions, conduisit trois expéditions punitives contre les Germains. Les légions II Augusta, XIII Gemina, XIIII Gemina et XVI Gallica étaient sous les ordres de Germanicus lui-même, alors que les légions I Germanica, V Alaudae, XX et XXI Rapax faisaient partie des forces commandées par Aulus Caecina.

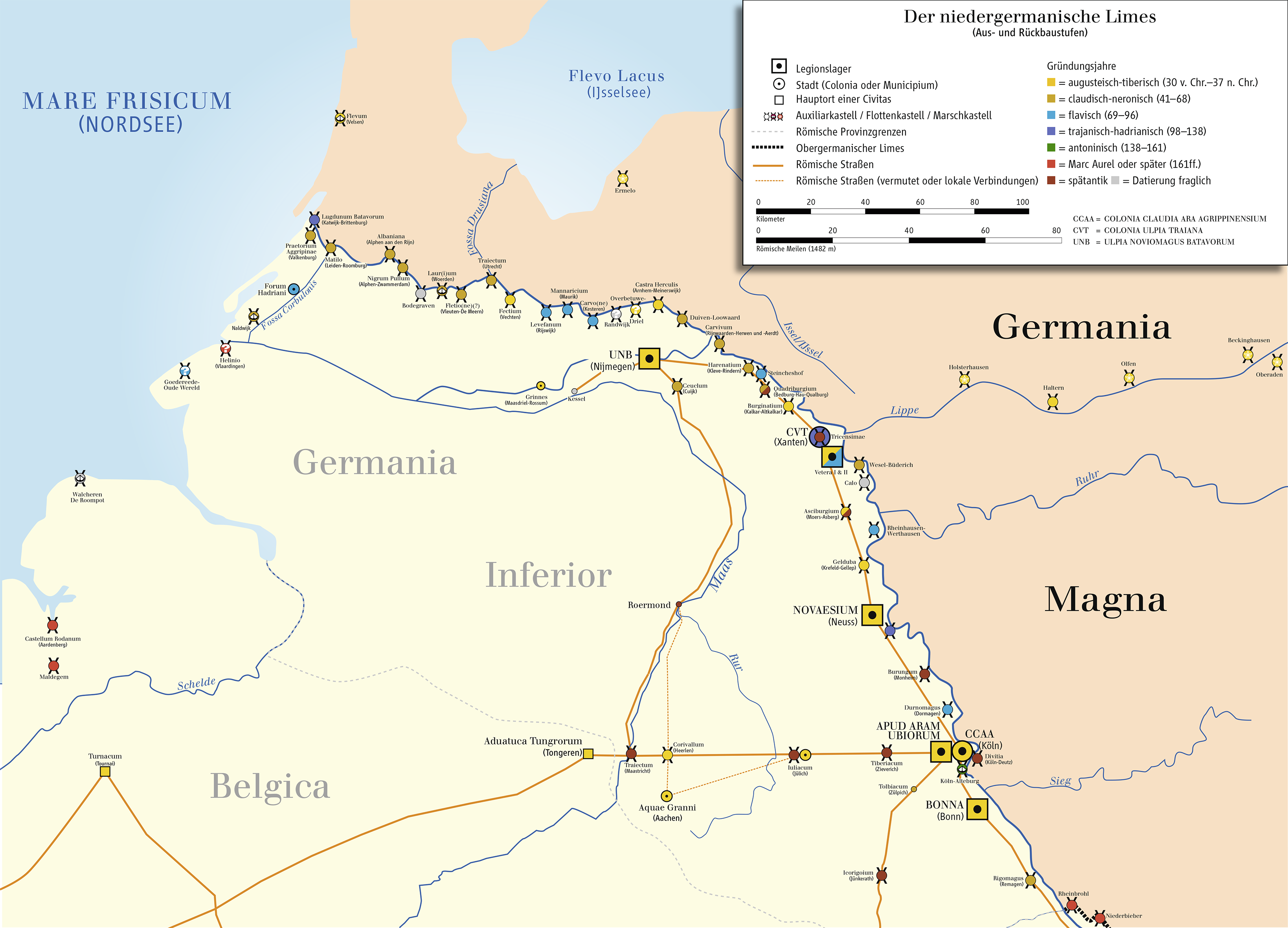
Carte montrant le limes germanicus et les forts romains construits sur le Rhin inférieur.

Si ces campagnes remportèrent un certain succès contre Arminius et ses alliés, tout en réconfortant le moral des Romains qui purent reprendre deux des trois aigles perdues lors de la bataille de Teutobourg, elle marquèrent aussi la fin du rêve de conquérir la Germania Magna (grande Germanie), Tibère réalisant que les efforts qui devraient être déployés à cette fin étant trop grands pour ce que Rome considérait être une région inhospitalière de forêts, marécages et de peu de valeur matérielle.
En 21 apr. J.-C. des détachements des quatre légions de Germanie inférieure, la Legio I Germanica, V Alaudae, XX et XXI Rapax conduites par le tribun de la Legio I, Torquatus Novellius Atticus furent employés pour mettre un terme à la révolte des Turones (actuelle région de Touraine) et des Andécaves (actuelle région de l’Anjou) sous les ordres de Julius Sacrovir et Julius Florus qui s’étaient rebellés en raison des lourdes taxes que la population était obligée de payer aux gouverneurs romains.
Vers l’an 30, la légion quitta le camp de Cologne, pour s’établir à Novaesium (aujourd’hui Neuss). Cependant des unités des légions I Germanica et XX demeurèrent stationnées à Alteburg à quelques kilomètres au sud de Cologne. Quelque vingt ans plus tard, la légion devait être impliquée dans la démonstration de force de Caligula (r. 37-41) sur le Rhin dont les détails sont mal connus.
En 42, le gouverneur de la province de Pannonie, Aulus Plautius, se vit confier par l’empereur Claude (r. 41-54) la mission de conquérir la Grande-Bretagne. L’année suivante, il débarquait sur les côtes de l’ile avec quatre légions : la Legio II Augusta, la Legio VIIII Hispana, la Legio XIV Gemina et la Legio XX. Sa mission accomplie, il devint le premier gouverneur de la nouvelle province.

Les tribus celtes du sud de la Bretagne insulaire au temps des Romains.

Au début, une partie de la légion fut stationnée avec des troupes auxiliaires dans le camp construit à la hâte de Comulodunum (Colchester), dans le pays des Trinovantes. À l’hiver 48-49, le gouverneur Publius Ostorius Scapula qui avait succédé à Aulus Plautius la transféra à Glevum (Kingsholm près de Gloucester) au pays de Galles; le fortin de Comulodunum fut reconstruit pour devenir une colonie de vétérans, la Colonia Victrix. Elle devait y combattre les Silures sous la conduite de Caratacos, chef des Catuvellauni, qui s’était enfui de l'est de la Bretagne après la défaite de son peuple et s’était alliés aux Ordovices voisins en 51.

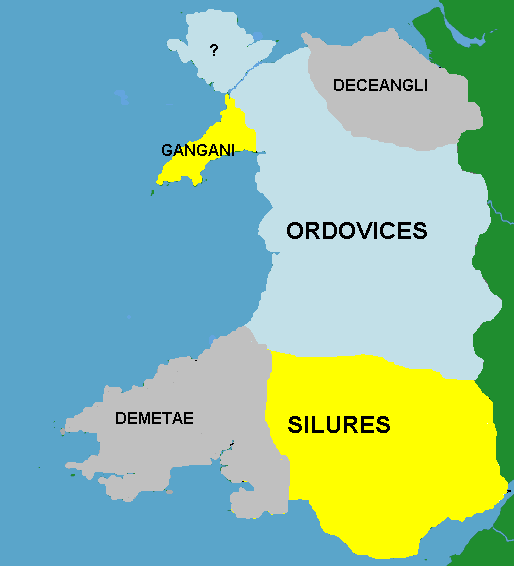
Les peuples du pays de Galles au moment de l’invasion romaine.

En 57, le gouverneur Quintus Veranius réussit à soumettre les Silures et transféra la légion à Usk (aujourd’hui Monmouthshire, au pays de Galles). C’est là qu’elle se trouvait lorsque éclata la révolte de la reine Boadicée. Selon Tacite, celle-ci était la fille du roi des Iceni qui, à sa mort, aurait voulu que son royaume devienne un État-client de Rome sous la gouverne de ses deux filles. Toutefois, Rome annexa simplement le royaume. La veuve du roi Prasutagus protesta : elle fut battue de verges et ses deux filles violées. Constituant une armée, elle chercha des alliés chez ses voisins, les Trinovantes (dans l'actuel Suffolk) et d'autres tribus, profitant du fait que le nouveau gouverneur romain, Suetonius Paulinus, se trouvait trop loin pour intervenir, menant une expédition dans l'île de Mona (l'actuelle Anglesey), au nord du pays de Galles avec les XIVe et XXe légions. Son armée de 120 000 Bretons s’attaqua d’abord à la colonie de Comulodunum qui fut rasée avant de se diriger vers Londinium (aujourd’hui Londres). Le gouverneur Suetonius décida alors de revenir à la hâte et d’affronter les troupes de Boadicée à proximité de la chaussée romaine connue sous le nom de Watling Street (sans doute une plaine à Mancetter dans le Warwickshire). L'armée de Boadicée subit des pertes effroyables : quelque 80 000 hommes furent tués, alors que les Romains n'en perdaient que quatre cents. Il est possible que ce soit lors de cette victoire que la légion reçut le cognomen de Valeria Victrix (voir toutefois le chapitre « Origine du surnom » ci-après).
Peu après, soit vers 65, la légion quitta à nouveau Usk pour se diriger vers Viroconium (Wroxeter) et fut remplacée par la Legio XIIII Gemina.

### Pendant l’Année des quatre empereurs et sous la dynastie flavienne
Du 9 juin 68, date du suicide de Néron, à décembre de la même année, quatre empereurs se succéderont sur le trône de Rome : Galba, de juin 68 à janvier 69 ; Othon, de janvier à avril 69 ; Vitellius d’avril à décembre 69 et, enfin, Vespasien qui règnera de décembre 69 à 96. La Legio XX Valeria Victrix prit tout d’abord le parti de Vitellius et quelques unités se joignirent à sa marche sur Rome ; elles devaient revenir en Bretagne après la victoire de Vespasien sur Vitellius lors de la deuxième bataille de Bedriacum, le 24 octobre 69. Vespasien nomma alors Gaius Licinius Mucianus comme son représentant en Bretagne et Cnaeus Julius Agricola comme légat de la Legio XX Valeria Victrix. Agricola conduisit la légion vers le nord en 78, combattant au passage les Ordovices et les Silures, pendant que la Legio VIIII Hispana se mettait en marche à partir de York. Les deux armées se rejoignirent à Stanwick où elles défirent les Brigantes qui habitaient les actuels comtés du Northumberland et du Yorkshire au nord-est de l’Angleterre : le nord de l’Angleterre fit dès lors partie de l’Empire romain.
Par la suite, Agricola devait également utiliser la légion dans ses campagnes dans les hautes terres d’Écosse (78-84). La légion déménagea d’abord temporairement à Carlisle avant de construire à partir de 84 le nouveau camp de Pinnata Castra (Inchtuthil sur le fleuve Tay). Elle n’avait pas encore achevé celui-ci qu’elle fut transférée en 88 au camp de Deva (Chester) construit par la Legio II Adiutrix. Elle remplaça l’ancien campement fait de palissades de bois avec remblais de terre par un camp de pierre avec toits de tuiles provenant de la ville voisine de Holt (Denbighshire). Le campement devait servir de dépôt tout en permettant de surveiller le nord du pays de Galles et l’ouest des Middlands. Les unités les plus expérimentées furent assignées à la protection de la frontière ou à des travaux de construction dans le nord du pays, alors que d’autres unités furent envoyées dans différentes garnisons plus éloignées de la région.
En 83, un régiment de près de 1 000 légionnaires fut retiré de Bretagne afin de servir de renfort dans la lutte contre les Chattes menée par Domitien près de Mogontiacum (Mayence). D’autres légions stationnées en Bretagne envoyèrent également des troupes en Germanie supérieure. Cette campagne terminée, huit détachements des légions de Bretagne et de Germanie supérieure, sous le commandement de Caius Velius Rufus, Primus Pilus (centurion senior d’une légion) de la Legio XII Fulminata, furent mises à contribution sur le territoire des Lingons (nord de la France) pour des travaux de construction.

### Sous la dynastie des Antoniens

Les murs d’Hadrien (122) et d’Antonin (142).

De 122 à 125 diverses unités travaillèrent à la construction du mur d’Hadrien, mur de près de 120 km de long, flanqué de 300 tours, dont 80 tours de défense principales (tous les milles romains) et protégé par dix-sept camps retranchés. Vingt ans plus tard, le gouverneur Quintus Lollius Urbicus, qui avait reçu l’ordre d’occuper les basses terres d’Écosse y déployait la Legio II Augusta et construisit le mur d’Antonin avec des détachements des légions VI Victrix et XX Valeria Victrix plus au nord. Ces deux murs avaient pour mission d’isoler les rebelles du nord de toute autre tribu du sud avec laquelle ils auraient voulu coordonner leurs assauts contre les troupes romaines. De fait, entre 155 et 158, la révolte se généralisa au point où des renforts durent venir des deux Germanie. Dès 160, le mur d’Antonin fut abandonné et les troupes se replièrent en deçà du mur d’Hadrien.

### Pendant la deuxième année des quatre empereurs et sous les Sévères
L’année 193 fut marquée par la succession de quatre empereurs. Après la mort de Commode (r.180-192), Pertinax fut choisi par le sénat romain et proclamé empereur le 1er janvier 193 ; assassiné par des prétoriens en avril, il fut remplacé par Didius Julianus qui fut rejeté tant par le Sénat que par les armées de province, lesquelles proclamèrent empereur Septime Sévère en Pannonie, Pescennius Niger en Syrie, et Clodius Albinus en Bretagne. Les légions de Bretagne se rangèrent alors derrière leur gouverneur et traversèrent la Manche pour se rendre sur le continent. Albinus devait toutefois être défait par Septime Sévère le 19 janvier 197 devant Lugdunum (Lyon en France) et les légions durent retourner en Bretagne.

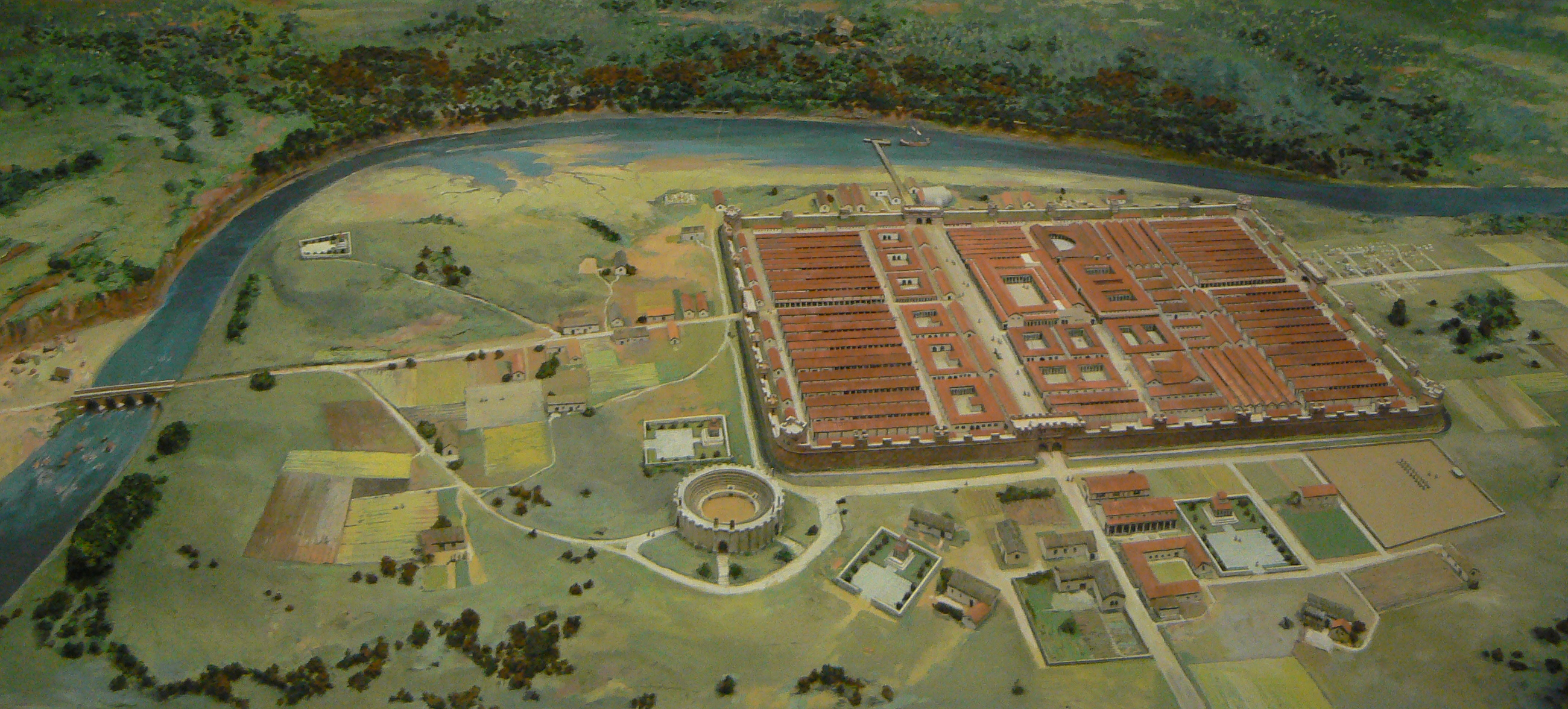
Modèle du camp de Deva Minerva (Chester)

L’absence des troupes romaines devait toutefois être utilisée par les tribus du nord pour envahir de nouveau la province de Bretagne. Traversant le mur d’Hadrien, elles parvinrent à s’emparer de la ville de York qu’elles pillèrent. Les efforts de la légion pour pacifier le pays n’eurent toutefois que peu de résultats, si bien que, en 208, l’empereur Septime Sévère à la tête d’une armée vint personnellement soumettre l’Écosse (Caledonia). La Legio VI Victrix fut déplacée vers le nord et, avec la Legio II Augusta, occupa la forteresse de Carpow am Tay. La Legio XX Valeria Victrix qui avait été installée dans l’ouest du pays fut également transférée vers le nord et stationnée à Chester. Elle devait recevoir le cognomen d’Antoniniana sous Caracalla (r. 211-217),.

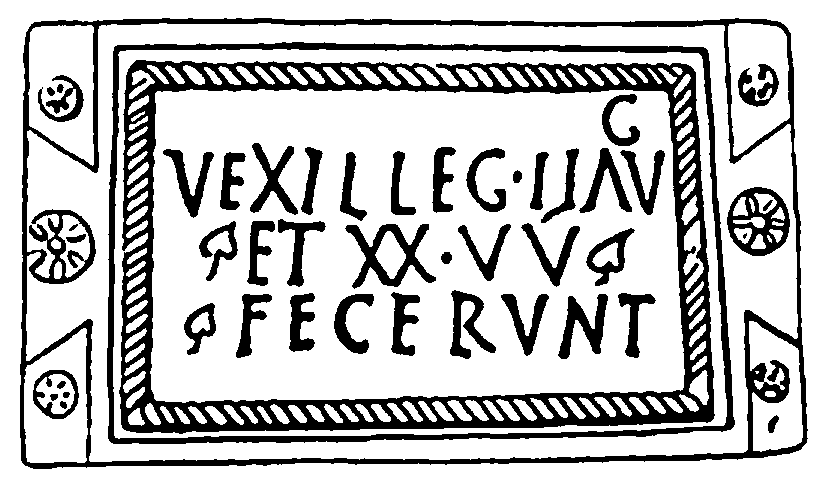
Inscription trouvée à Alauna (Maryport) : « Construit par un détachement des légions II Augusta et XX Valeria Victrix »

En 219, des détachements de la légion furent à nouveau utilisés pour des travaux de construction aux forts d’Alauna (Maryport, district de Cumbria), de Netherby et de Bewcastle. Sous Sévère Alexandre (r. 222-225) elle reçut le surnom de Severiana qui fut changé en celui de Gordiana sous Gordien III (r. 238-244).
Au cours du IIIe siècle, il arriva de plus en plus souvent que des unités des légions XX Valeria Victrix et II Augusta agissent conjointement dans le nord de la province. Au fur et à mesure que s’établira, à la suite des réformes de Gallien et de Dioclétien, une distinction entre « armée des frontières » (limitanei) et « armée de campagne » (comitatenses), de tels détachements en viendront à opérer de façon pratiquement indépendantes de leur légion d’origine. Ces unités seront intégrées au sein de l’armée de campagne sous les ordres du Comes Britanniarum.

### Pendant l’anarchie militaire et l’Antiquité tardive

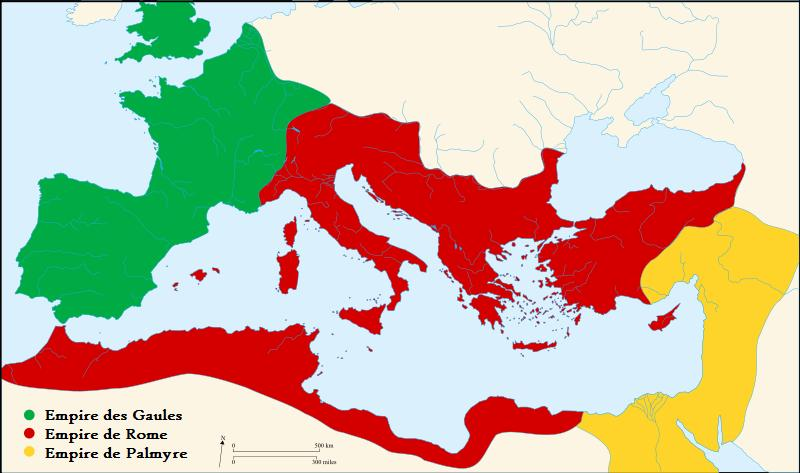
L’empire des Gaules en 271.

Son surnom devait à nouveau être remplacé par celui de Deciana sous l’empereur Dèce (r. 249-251). En 255, un détachement de la légion fut appelé à servir en Germanie où il fut installé sur le Danube alors que d’autres unités furent transférées dans les années 260 en Pannonie.
Entre 260 et 274, la Bretagne fit partie de l’éphémère Empire des Gaules et, de 286 à 297, se trouva pratiquement indépendante de Rome. Les dernières attestations que nous possédons de la présence de la légion en Bretagne sont des monnaies émises pendant cette période. La Legio XX Valeria Victrix est mentionnée sur des pièces de monnaie émises par l’usurpateur Carausius, commandant romain de la Classis Britannica (litt : flotte britannique), lequel chargé par l'empereur Maximien d'aller défendre les côtes de l'Atlantique contre les Saxons et les Francs, débarqua en Bretagne et s'y fit proclamer empereur par les légions (286), ainsi que par son successeur Allectus (293-296). Maximien tenta d’aller renverser l’usurpateur en 289, mais la flotte qu’il fit construire à cette fin fut détruite par les tempêtes, si bien que Carausius put pendant quelques années se proclamer collègue de ses « frères » Dioclétien et Maximien. Il n’est pas impossible que la légion ait été dissoute lorsque l’empereur Constance Ier (césar 293-305; empereur 305-306) reconquit la province en 296.
Elle n’est plus mentionnée parmi les troupes du Dux britanniarum figurant dans la Notitia Dignitatum rédigée environ un siècle plus tard. Des trois anciennes légions, seules la II Augusta et la VI Victrix y sont mentionnées. Il n’est pas impossible toutefois qu’elle ait survécu jusqu’à Stilicon qui, pour protéger l’Italie retira une légion de Bretagne.

## Origine ducognomen(surnom) de la légion
Selon Claude Lepelly, la légion aurait reçu le surnom de Valeria Victrix en 60-61 à titre de récompense pour sa participation à la défaite de la reine Boudicca et de son armée en Bretagne. Cette hypothèse est toutefois mis en doute par Stephen Dando-Collins qui souligne qu’aucun texte ou inscription ne corrobore cette thèse et que Tacite lui-même souligne que seulement 3 000 militaires de la légion prirent part à la bataille de Watling Street, la plupart d’entre eux des vétérans rappelés sous les armes.
Une autre théorie voudrait que ce surnom lui ait été attribué pour sa participation à la victoire d’Agricola sur les Calédoniens au mont Graupius en 84. Toutefois, ce ne fut pas la Legio XX qui mena le combat, mais la Legio IX Hispana; si la XXe légion s’était vu attribuer ce titre à ce moment, à plus forte raison la IXe aurait dû recevoir un honneur semblable.
La campagne où s’illustra véritablement la XXe légion fut celle de Germanicus en Pannonie (6-9 apr. J.-C.). Cinq ans plus tard, le général devait dire à ses soldats : « Légionnaires de la XXe, vous avez combattu tant de fois à mes côtés et avez reçu de si nombreuses distinctions ». Selon Dando-Collins cette phrase pourrait signifier que la légion reçut le surnom de Valeria Victrix à ce moment. Toutefois, il semble bien que la légion n’ait pas utilisé ce cognomen avant 44.